# Anna Małkiewicz
Anna Małkiewicz (ur. 29 stycznia 1947 w Szczecinie) – polska strzelczyni, medalistka mistrzostw Europy.
Była zawodniczką KKS Pionier Szczecin (mistrzyni Polski w strzelaniu z karabinu standardowego w latach 1974, 1975 i 1978). W późniejszych latach zaangażowana była w pracę szkoleniową.
Największymi międzynarodowymi osiągnięciami Anny Małkiewicz były dwa medale mistrzostw Europy wywalczone w zawodach drużynowych. Na turnieju w 1971 roku została mistrzynią Europy w karabinie standardowym leżąc z 50 metrów. Zdobyła 592 punkty, co było drugim wynikiem w polskim zespole (oprócz niej w skład drużyny weszła Eulalia Rolińska i Małgorzata Paćko). Po raz kolejny na podium stanęła po 8 latach we Frankfurcie nad Menem – była trzecia w tej samej konkurencji. Zdobyła 584 punkty, co było ostatnim wynikiem w drużynie (wraz z Eulalią Rolińską i Małgorzatą Gwóźdź).
Znajdowała się wśród laureatów Sportowego Plebiscytu Kuriera Szczecińskiego, zajmując m.in. w 1971 roku drugie miejsce w tym konkursie.